# 豌豆岭战役
豌豆岭战役（1862年3月7日至8日），也被称为鹿角酒馆战役，是美国内战西部战场上的一场战役，发生于阿肯色州费耶特维尔东北部的李敦附近。由塞缪尔·R·柯蒂斯准将领导的联邦军，从密苏里州中部向南推进，将联盟军逼入了阿肯色西北部。
战役起源于联盟军的厄尔·范·多恩少将发动起的一场企图重新夺回阿肯色北部和密苏里州的反攻攻势。柯蒂斯第一天就击退了联盟军的进攻，第二天将范·多恩的部队赶出了战场。这场战役是内战中为数不多的联盟军人数明显多于联邦军的战役之一。击败联盟军之后，联邦军队控制了密苏里州和阿肯色州北部的大部分地区。虽然他们在这里取得了胜利，但他们在阿肯色州南部的一些地区还有许多仗要打。

## 背景
1861年下半年至1862年初，驻扎在密苏里州的美国联邦军把斯特林·普赖斯（Sterling Price）少将领导下的联盟军密苏里州警卫队赶出了该州。到了1862年春，联邦军准将塞缪尔·R·柯蒂斯决定率领他的西南军进入阿肯色追击联盟军。
柯蒂斯将他的大约10250名联邦士兵和50门大炮移动到了阿肯色州的本顿县和小糖溪附近。联邦军队主要由来自爱荷华州、印第安纳州、伊利诺伊州、密苏里州和俄亥俄州的士兵组成。超过一半的联邦士兵是说德语的德国移民，被编入第1师和第2师，由弗朗茨·西格尔（Franz Sigel）准将指挥。西格尔自己也是德国移民，本来希望成为指挥官，率军队进入阿肯色州。在得知柯蒂斯将军被任命为指挥官后，西格尔曾威胁要辞职。主要由本土出生士兵组成的团被分编到第3师和第4师，这样让师团和指挥官来自相同的种族。
由于柯蒂斯的补给线很长，并且缺乏进一步推进所需的增援部队，柯蒂斯决定留在原地。他在小糖溪的北侧修建了一道出色的防线，并布置了大炮，以应对联盟军可能从南方发起的进攻。
1862年1月，联盟国的少将厄尔·范·多恩被戴维斯总统任命为跨密西西比地区的总指挥官，以调和密苏里州的斯特林·普莱斯将军和德克萨斯州的本杰明·麦卡洛克（Benjamin McCulloch）将军之间蓄积已久的矛盾。范·多恩的跨密西西比地区部队又被称为西路军，总计约16000人，其中包括800名印第安人军队，普莱斯的密苏里州警卫队和其他密苏里部队，以及麦卡洛克的骑兵、步兵和来自德克萨斯州、阿肯色州、路易斯安那州和密苏里州的炮兵。
范·多恩知道联邦军进入阿肯色的行动，他决心要摧毁柯蒂斯的西南军，重新打开通往密苏里的大门。他打算包抄柯蒂斯，进攻他的后方，迫使柯蒂斯向北撤退或者被围歼。范·多恩命令他的军队轻装上阵，所以每个士兵只带了三天的口粮、40发弹药和一条毯子。每个师被允许运送一车弹药和额外一天的口粮。所有其他用品，包括帐篷和炊具，都被留下。

## 前奏
1862年3月4日，范·多恩没有从正面向柯蒂斯的阵地进军，而是将部队分成了两个师，分别由普莱斯和麦卡洛克指挥，下令沿本顿维尔绕行路向北行进，以求绕到柯蒂斯身后，切断他的通讯线路。为了加快速度，范·多恩将自己的补给车留在后方，这是一个至关重要的决定。在寒冷的暴风雨中，联盟军的士兵从费耶特维尔出发，经过榆树泉（Elm Springs）和奥赛奇泉，被迫行军三天，3月6日到达本顿维尔的时候已经饥饿而疲倦。

### 在本顿维尔的行动
在侦查兵和阿肯色州支持联邦的居民的预警之下，柯蒂斯迅速将他派出的部队召回到小糖溪，威廉·范德佛（William Vandever）的700人旅在16小时内从亨茨维尔行军42英里（68公里）到达小糖溪。但是西格尔向西派出了一支360人的特遣队，导致柯蒂斯的右翼被削弱。西格尔也从联盟军前进的路线上撤回了一支骑兵巡逻队。然而，密苏里第2步兵团的弗雷德里克·谢弗（Frederick Schaefer）上校自主扩大了巡逻范围，填补上了这个缺口。这些巡逻队在榆树泉附近撞上了范·多恩的先遣队，联邦部队得以接到警告，西格尔开始率部撤离本顿维尔。由于他的撤离过于缓慢，部队的后防在3月6日几乎被进军中的范·多恩包围。
在南军靠近时，西格尔命令他的600名士兵和6门大炮撤向通往东北方向柯蒂斯阵地的路。邦联军上校伊利亚·盖茨（Elijah Gates）率领的密苏里第1骑兵从南方开始发起进攻，以图切断西格尔的退路。他们设法突袭并俘虏了伊利诺伊第36步兵团的一个连，但在意外撞上撤退中的西格尔大部队后释放了大部分俘虏。在邦联军准将詹姆斯·M·麦金托什（James M. McIntosh）的一个失误下，西格尔成功地冲破了盖茨的围剿。
麦金托什本来计划从西北方向包围西格尔的部队，同时盖茨则在南面收紧包围。然而，麦金托什错误地带着他的3000人骑兵大队在北方的一条路走得太远。在偏离路线三英里后，他让他的士兵们走上了向东通往小糖溪山谷的路。当麦金托什的部队快走到与联邦军向东北撤退的道路交叉的Y字型路口时，联邦军大部队已经通过了这里，从而避开了一场灾难。麦金托什看到了还在路口处的小部分联邦军，冲动地命令德克萨斯第3骑兵团在狭窄的山谷中发起追击。西格尔也接到侦察兵的情报，知道身后出现了一大股骑兵部队，于是快速做出了布置。在拥有地势优势的联邦军火炮和步枪的反击下，追击而来的邦联军遭受了10人死亡、约20人受伤的损失，而联邦军则保住了阵地。

### 战场地理
柯蒂斯将他的四个师横跨电报路，在小糖溪北岸的悬崖上设立了防御工事。电报路沿着小溪向东北方向通到鹿角酒馆，在那里与向东的亨茨维尔路和向西的福特路交叉。从鹿角酒馆开始，这条电报路继续向北延伸，一直延伸到十字木山谷（Cross Timber Hollow），然后穿过边境进入密苏里州。从那里，联邦供给线沿着电报路向东北延伸到圣路易斯。李敦的村庄大约在柯蒂斯的小糖溪防御工事与福特路的中间位置，位于电报路的西北方向。柯蒂斯把他的总部设在了电报路上的普拉特商店（Pratt's Store）中，位于鹿角酒馆和小糖溪之间。

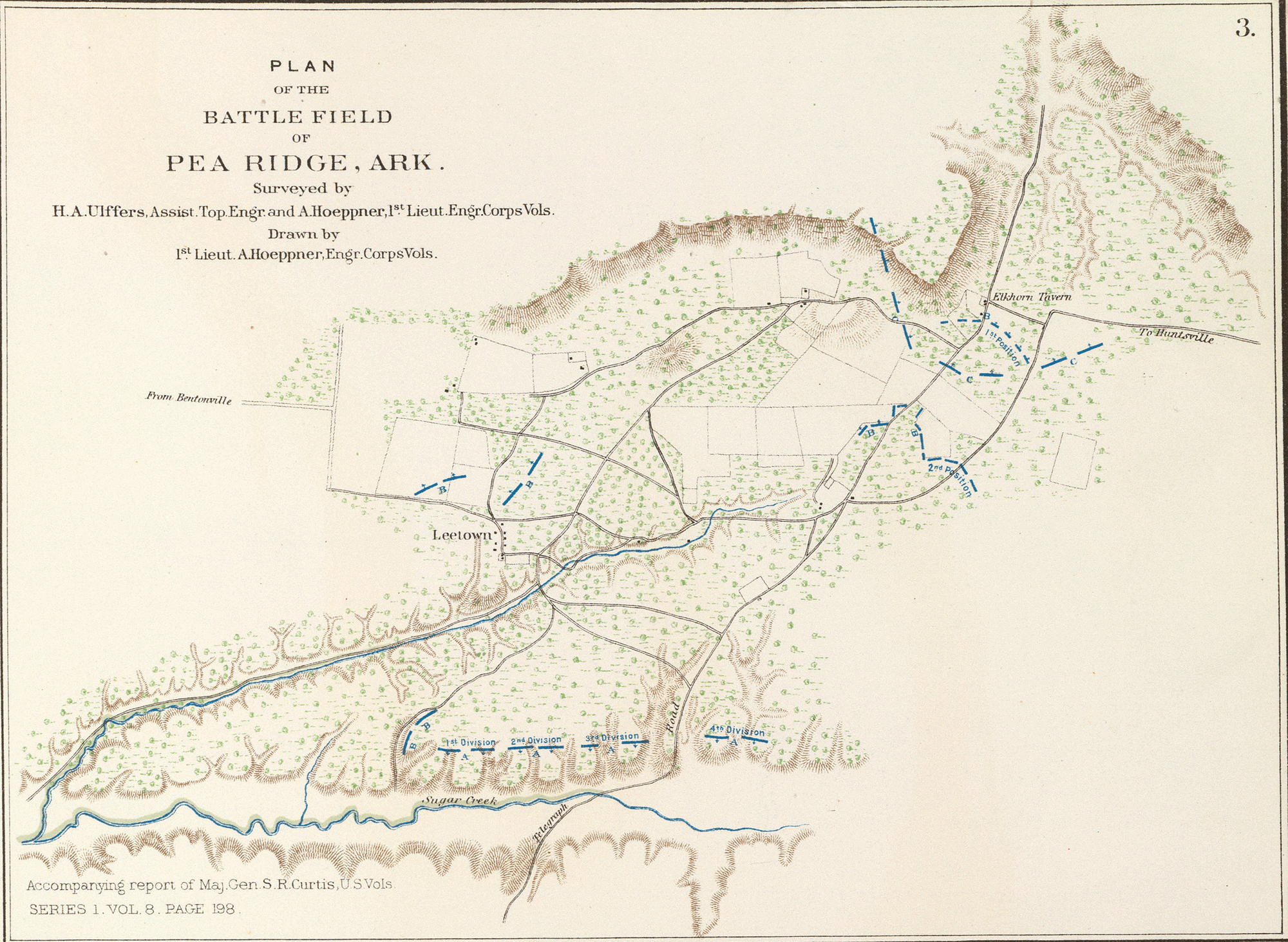
豌豆岭战役战场计划

范·多恩沿着本顿维尔绕行路前往联邦军后方。这条路从斯蒂芬斯营地（Camp Stephens）开始，在柯蒂斯位置的西边，向东北方向延伸到豌豆岭高原。这条弯路继续向东北，在十字木谷地的北面连接着电报路。福特路从十二角教堂向东延伸到鹿角酒馆。在本顿维尔绕行路的南面，十字木谷地的西面，福特路的北面则是一座在军事上无法通行的山，当时被称为大山。
3月6日晚，格伦维尔·道奇上校（Col. Grenville Dodge）在柯蒂斯的同意下，带领几个人砍倒了十二角教堂和十字木谷地之间道路上的树木，堵住了本顿维尔绕行路。当天晚上，范·多恩率领的部队以普赖斯师为先锋开始了向十字木谷地的行军。由于需要清除道奇设置的障碍，范·多恩又缺少工兵部队，再加上士兵已经很疲惫，联盟军夜行军的速度被减缓了。

## 3月7日的战斗

### 接触
范·多恩原来设想他的两个师都能到达十字木谷，但到了黎明时分，只有普莱斯师的先头部队到达了。鉴于之前路上耽搁过久，范·多恩指示麦卡洛克的师直接从十二角教堂走福特路，到鹿角酒馆与普赖斯会合。
联邦的巡逻队在早上发现了这两股威胁。由于不知道联盟军的主力部队在哪里，柯蒂斯命令尤金·A·卡尔（Eugene A. Carr）第4师的道奇上校率领他的旅沿电报路前往鹿角酒馆，增援那里的密苏里第24步兵团。但道奇仍然担心来自联邦军后方的威胁，没有服从命令，而是把他的旅撤到了普拉特商店，这样也可以随时增援鹿角酒馆。柯蒂斯还向北边派遣了一支由彼得·J·奥斯特豪斯（Peter J. Osterhaus）上校率领的特遣部队，沿着福特路侦察。奥斯特豪斯的部队包括自己麾下第一师尼古拉斯·格鲁塞尔（Nicholas Greusel）上校的旅，塞勒斯·伯西（Cyrus Bussey）上校率领的几支骑兵团和12门大炮。

### 李敦的战斗
麦卡洛克的师由詹姆斯·麦金托什（James McIntosh）准将领导的骑兵旅，路易斯·赫伯特（Louis Hébert）上校领导的步兵旅，以及艾伯特·派克（Albert Pike）准将领导的切诺基、乔克托、奇克索、克里克和塞米诺尔骑兵的联合部队组成。麦卡洛克的部队在福特路上向西迂回，在一个名叫李敦的小村庄与联邦军队的部分部队爆发了激烈的交火。
上午11:30，奥斯特豪斯骑马北上，穿过一条树林带来到福斯特农场（Foster Farm），目睹到一幅惊人的景象。麦卡洛克的整个师向东沿着几百码外的福特路行进。尽管胜算不大，奥斯特豪斯还是命令伯西的小部队发动进攻，为他的步兵旅的部署争取时间。联邦军的三门大炮开始炮轰联盟军，造成至少10人死亡。麦卡洛克带着麦金托什的3000名骑兵南下进攻。南军的大规模冲锋击溃了伯西的部队，使他们惊慌失措，并缴获了他们的大炮。在稍往西一点的地方，爱荷华第3军的两个连遭遇了切诺基人的伏击，同样被击溃。爱荷华州部队的伤亡比例很不寻常：24人死亡，17人受伤，这表明印第安战士杀死了许多受伤的北方人。“在特林布尔（Trimble）手下受伤的爱荷华人中，有些人，也许是全部人，被谋害，至少八人被剥了头皮。”
在树林带的南边是奥伯森草场（Oberson's Field），格鲁塞尔有时间在南边的树林边缘部署他的旅和九门大炮。苏尔·罗斯（Lawrence Sullivan Ross，“Sul Ross”）机警地率领德克萨斯第6骑兵队追击伯西的部队。但当罗斯骑马进入战场时，他的人遭到了攻击，很快就撤退了。格鲁泽尔击退了伊利诺斯州36步兵团的两连轻步兵，将他们赶到奥伯森和福斯特农场之间的树林带的南部边缘。联邦军的炮手开始向树林带发射炮弹。虽然榴弹是盲目发射的，但它们的第一轮爆炸吓坏了切诺基人，他们迅速撤退，无法重新集结。与此同时，麦卡洛克集结了路易斯·赫伯特的4000人步兵旅，从开阔的前线向南进发。赫伯特指挥李敦南北公路以东的四个团，而麦卡洛克负责公路以西的四个团。
这位德州将军骑着马向前进入树林带，亲自侦察联邦军队的阵地，当他进入伊利诺伊州轻步兵的射程时，被子弹射穿了心脏。麦金托什很快被告知他是新的指挥官，但是他的参谋人员担心他们广受欢迎的领袖的去世会使士兵们感到沮丧，作出了一个不明智的决定，没有把这个坏消息告诉下级军官。麦金托什没有和赫伯特商量，也没有和任何人商量，就冲动地率领他的团，即下马的阿肯色第二骑步枪团发起进攻。当这支部队到达树林带的南部边缘时，遭到格鲁塞尔旅的密集扫射，麦金托什中枪倒地身亡。此时，赫伯特并不知道他现在变成了这个师的指挥官，他率领进攻部队的左翼向南进入树林。与此同时，在右翼的联盟军上校们下令撤退，准备等待赫伯特的命令。此时大约是下午2点。联邦军对福斯特农场的无目标轰炸和联盟军指挥系统的崩溃开始摧毁麦卡洛克师的士气。
赫伯特的强力进攻在关键时刻被杰佛逊·C·戴维斯（Jefferson C. Davis ）上校和第3师压制了。戴维斯本来是要去鹿角酒馆的，但在收到奥斯特豪斯的报告后，柯蒂斯将他的部队转移到了李敦。四个南方团几乎席卷了朱利叶斯·怀特（Julius White）上校率领的戴维斯的先头旅。戴维斯命令骑兵营冲锋，但这一努力被南军步兵轻易击溃。当托马斯·帕提森（Thomas Pattison）上校的旅到达时，戴维斯派他们沿着森林小道去包围赫伯特没有防守的左翼。在福斯特农场里，没有了联盟军的干扰，奥斯特豪斯得以“包围”了赫伯特的右翼。在茂密的树林里激战之后，南军被三面夹击，被逼回了福特路。在硝烟弥漫的混乱中，赫伯特和一小队人与左翼的其他部队走散了，跌跌撞撞地穿过联邦军防线的一个缺口，在树林里迷了路。当天晚些时候，一支联邦骑兵部队俘获了赫伯特和他的小队。
在这个时候，麦卡洛克师的指挥权按理应移交给德克萨斯第3骑兵团的指挥官依坎纳·格里尔（Elkanah Greer）上校，但由于当时的指挥混乱，他几个小时都没有接到上级军官死亡或被俘的通知。与此同时，阿尔伯特·派克准将，理论上不隶属于麦卡洛克师的指挥链，在下午3点左右接管了李敦战场的指挥。下午3:30，当赫伯特还在树林里作战时，派克决定带领离他最近的军团撤退到十二角教堂。这个行动是在一片混乱中进行的，有几个部队留在了战场上，有的向斯蒂芬斯营地撤退，有的绕过大山向范·多恩和其余的军队撤退。此时，至少有一个团被命令丢弃武器，埋起来以便以后再取出来。几个小时后，格里尔接管了剩余部队的指挥权，并被告知了派克的行动。他一开始考虑留在战场上，但在与范·多恩商议后，他决定也撤回他的部队，加入到十字木谷的其他部队中。

### 鹿角酒馆的战斗
在上午9:30左右，普赖斯先头部队中的塞纳尔（Caernal）骑兵营与密苏里州第24志愿步兵团的一个连在十字木谷遭遇。没过多久，卡尔就到了鹿角酒馆，道奇的旅跟在他后面。卡尔沿着酒馆附近高原的边缘把他的军团朝北展开，然后撤回了密苏里第24志愿步兵团，以掩护他在大山脚下的左翼。这位第4师长官随后派出爱荷华第1炮兵队的四门大炮，减缓邦联军的前进速度。
此时，范·多恩并没用他全部5000名士兵向寡不敌众的卡尔发起进攻，而是变得谨慎起来，命令普莱斯全员展开他的师，密苏里州警卫队师在右边，邦联密苏里旅在左边。当北军的炮火开始发射时，范·多恩命令自己的炮兵开始行动。很快，联盟军的21门大炮开始轰击南边的爱荷华州炮兵。等到普莱斯的步兵终于开始向上坡逼近联邦军的火炮时，他们遇到了卡尔的部队冲下坡来进行反击。联盟军的前进在鹿角酒馆附近停滞了下来，但普赖斯的左翼部队还在向东往威廉姆斯山谷（Williams Hollow）挺进。一旦这支部队到达高地，卡尔的右翼就会被迫转向迎敌。
到了下午12:30，卡尔麾下范德佛的第2旅到达鹿角酒馆。卡尔立即发动这支部队向普赖斯的右翼发起反击。大量的联盟军最终迫使范德佛向山上撤退了一小段距离。在下午2点，范·多恩开始意识到麦卡洛克的师无法与普莱斯的师在鹿角酒馆会师。此时，普莱斯师的亨利·利特尔（Henry Little）上校自主挥手示意密苏里第1旅发起冲锋，联盟军开始向山上挺进。这些事件最终使得范·多恩开始采取更积极的行动。普莱斯受伤了，但仍然指挥着他的左翼，而范·多恩则负责了联盟军右翼的战术指挥。但是，更多的时间被浪费在了对普莱斯师进行重组以组织进攻上。与此同时，柯蒂斯正以最快的速度调遣小队前去支援卡尔。卡尔自己也受了三处伤，分别在脚踝、脖子和手臂上，但他拒绝离开战场。1894年，由于他这天的所作所为，他被授予荣誉勋章。
下午4:30左右，普莱斯的左路部队从威廉姆斯山谷出来展开进攻，从侧面包抄卡尔的防线。在右边，道奇的旅在克莱蒙农场（Clemon's Farm）进行了一场激烈的战斗，最终瓦解。在左边，在同样激烈的战斗中，范德佛的部队失去了鹿角酒馆的控制权，被向南推向更远的地方。在中央，利特尔带领他的士兵与联邦士兵短兵相接。范德佛的部队被迫从一个又一个阵地向南撤退，终于在鹿角酒馆以南四分之一英里处的鲁迪克草场（Ruddick's Field）止住了联盟军的进攻。在那里，道奇的部队、亚历山大·S·阿斯博（Alexander S. Asboth）上校第2师的一部分、以及柯蒂斯加入了他们。
下午6:30，柯蒂斯发动了短暂的反击，但很快就在黑暗中召回了他的士兵。

## 3月8日的战斗

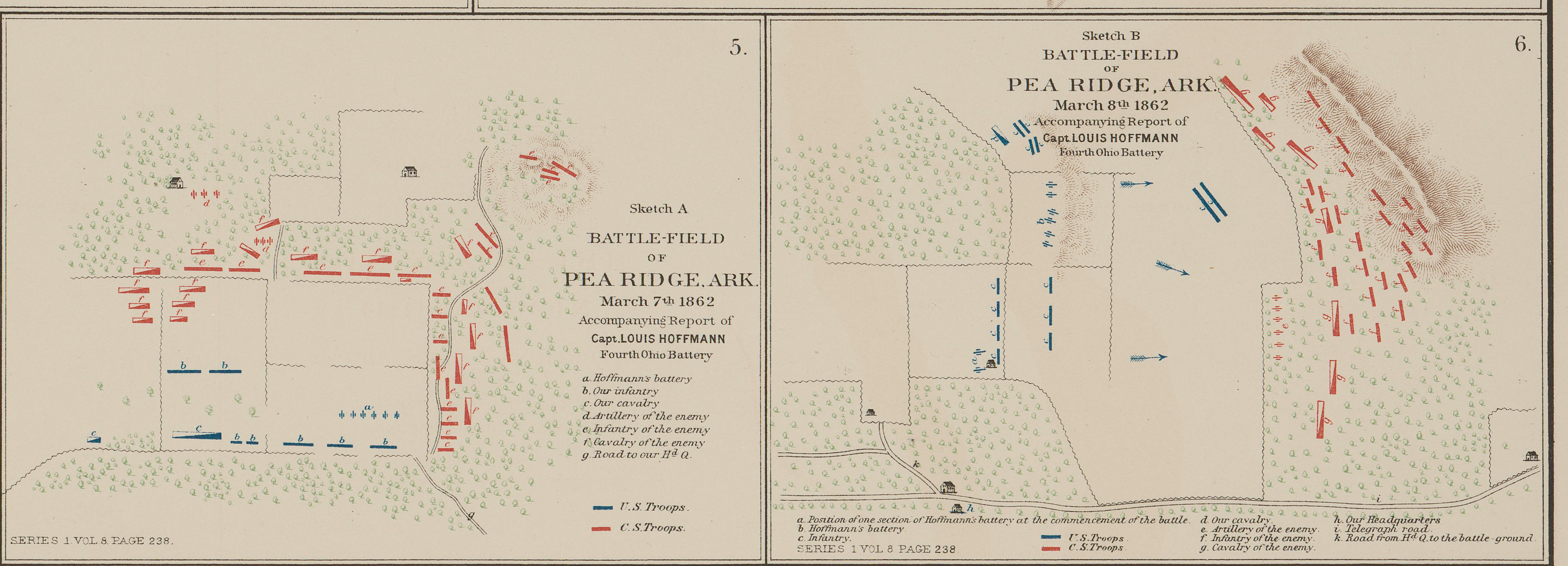
豌豆岭战役战斗布置图

### 前夜到凌晨
天黑后气温迅速下降，双方军队都度过了一个非常难熬的夜晚。柯蒂斯当晚把戴维斯的第3师叫到鲁迪克草场。当戴维斯到达时，他被排在卡尔的左边。西格尔让第1师和第2师整晚绕圈行军，但最终让他们在普拉特商店附近扎营。在7日的最后一次战斗中负伤的阿斯博认为北军已经处于绝境，于是在夜里数次劝柯蒂斯撤退。虽然部队目前已经被切断了与密苏里州的联系，但柯蒂斯仍然拒绝考虑撤退，并自信地预测会在早晨取得胜利。
经过一个夜晚的行军，由格里尔率领的麦卡洛克师的几个团和炮兵通过本顿维尔绕行路和十字木谷，从北边来到达范·多恩的位置。范·多恩并不知道他的补给车在前一个下午和晚上被错误地遣返回了斯蒂芬斯营地。到了早上，联盟军的将无法获取任何储备弹药。

### 白天

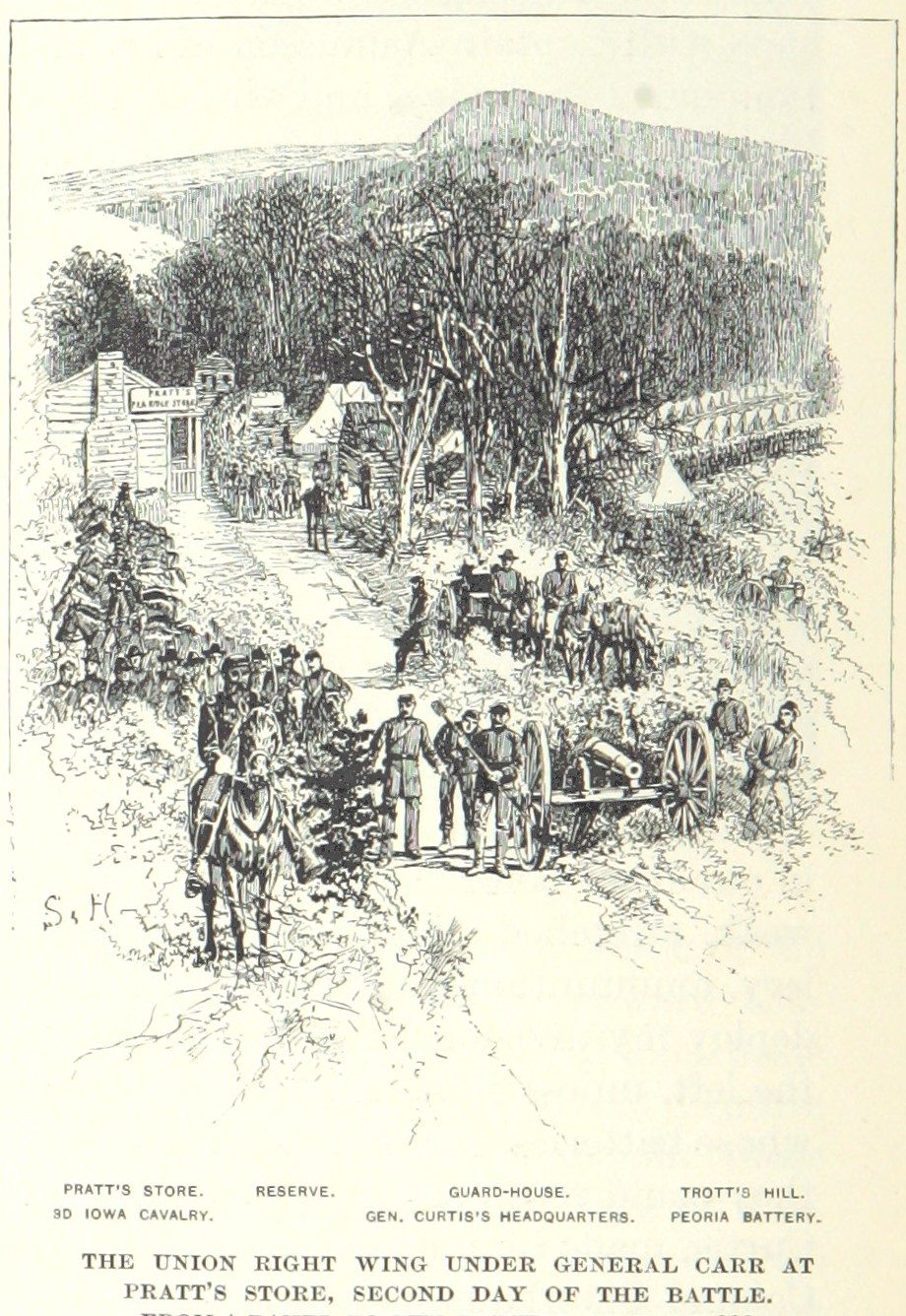
普拉特商店附近，卡尔所在的联盟军右翼

清晨，西格尔派奥斯特豪斯去侦鹿角酒馆以西的开阔草地。奥斯特豪斯发现了一个可以成为绝佳炮兵阵地的小丘，并向西格尔报告了此事。奥斯特豪斯还建议，1师和2师直接沿着电报路前进，然后在戴维斯的左边部署，而不是沿着前一天晚上的路线前进。西格尔同意了他的建议，开始移动他的侧翼。与此同时，戴维斯命令一个伊利诺斯炮兵队向他所在位置对面的树林里进行几次齐射。这引起了联盟军的强烈反应。联盟军的三个炮台开火，迫使两个联邦炮台撤退，戴维斯也被迫将他的士兵从开阔地带撤回树林。联盟军随后进行了试探攻击，但被很快击退。
很快，西格尔的队伍在戴维斯的左边排成了长长的一排。到了上午8点。阿斯博的队伍部到了最左边，然后是奥斯特豪斯、戴维斯和卡尔，基本上迎向北方排布。这可能是整个内战期间唯一一次整个军队明显地部署在从一个侧翼到另一个侧翼的连续战线上。西格尔现在在鹿角酒馆以西的开阔土岗上集结了21门大炮。在西格尔的亲自指挥下，联邦炮兵开始向联盟军的12门火炮施加非常有效的火力。当联盟军的炮兵们在致命的炮火下撤退时，范·多恩命令两个炮兵队代替他们的位置。其中一个炮兵队惊慌逃跑，范·多恩逮捕了其指挥官。但是，他依然无法反制西格尔毁灭性的火力。联盟军炮兵的反击并没有效果，北军士兵几乎没有遭受损失。

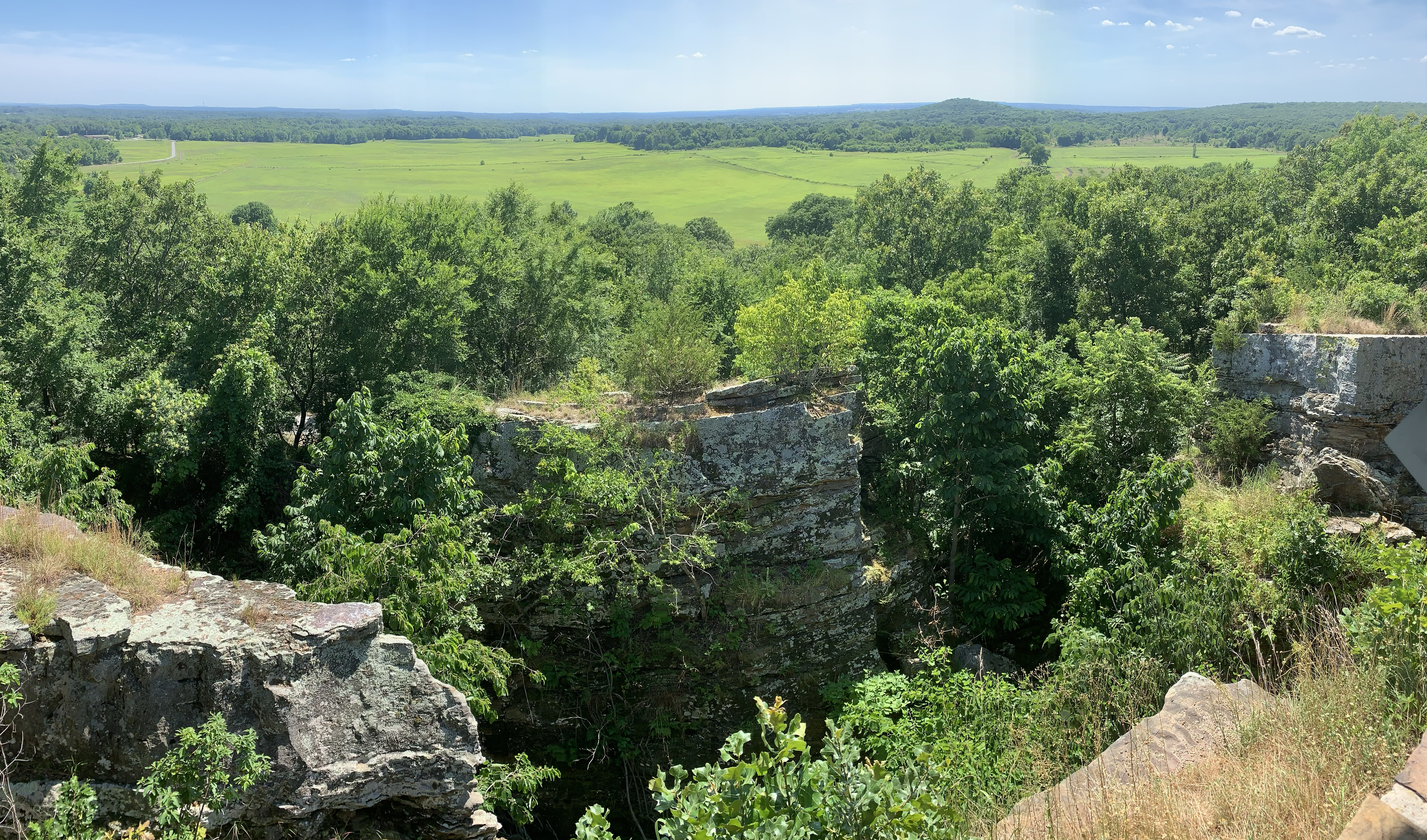
部分联盟军所在的位置，可以向南俯瞰整个战场。联盟军无法承受被北军火炮炸得飞起的岩石碎片，只能被迫转移

由于对手的火炮几乎没有造成伤害，西格尔命令他的炮兵向树林里的联盟军步兵开火。在大山的山脚附近，落下的炮弹炸出的岩石碎片和木头碎片产生出致命的混合，把密苏里第2旅逼离了阵地。“这是内战中为数不多的几次预备炮击，有效地削弱了敌人的阵地，为步兵的进攻铺平了道路。”在轰炸期间，西格尔的步兵慢慢向前推进。到了上午9点30分，他的师团右转，面向东北。
到了这时，范·多恩才发现他的备用火炮弹药还在补给车队那里，距离本地有6个小时的行军路程。范·多恩痛苦地意识到他没有获胜的希望了，决定从亨茨维尔路撤退。这条路从鹿角酒馆往东延伸，然后向南拐。普雷斯受了伤，但仍然指挥着后方。范·多恩的军队开始在混乱中向亨茨维尔路移动。

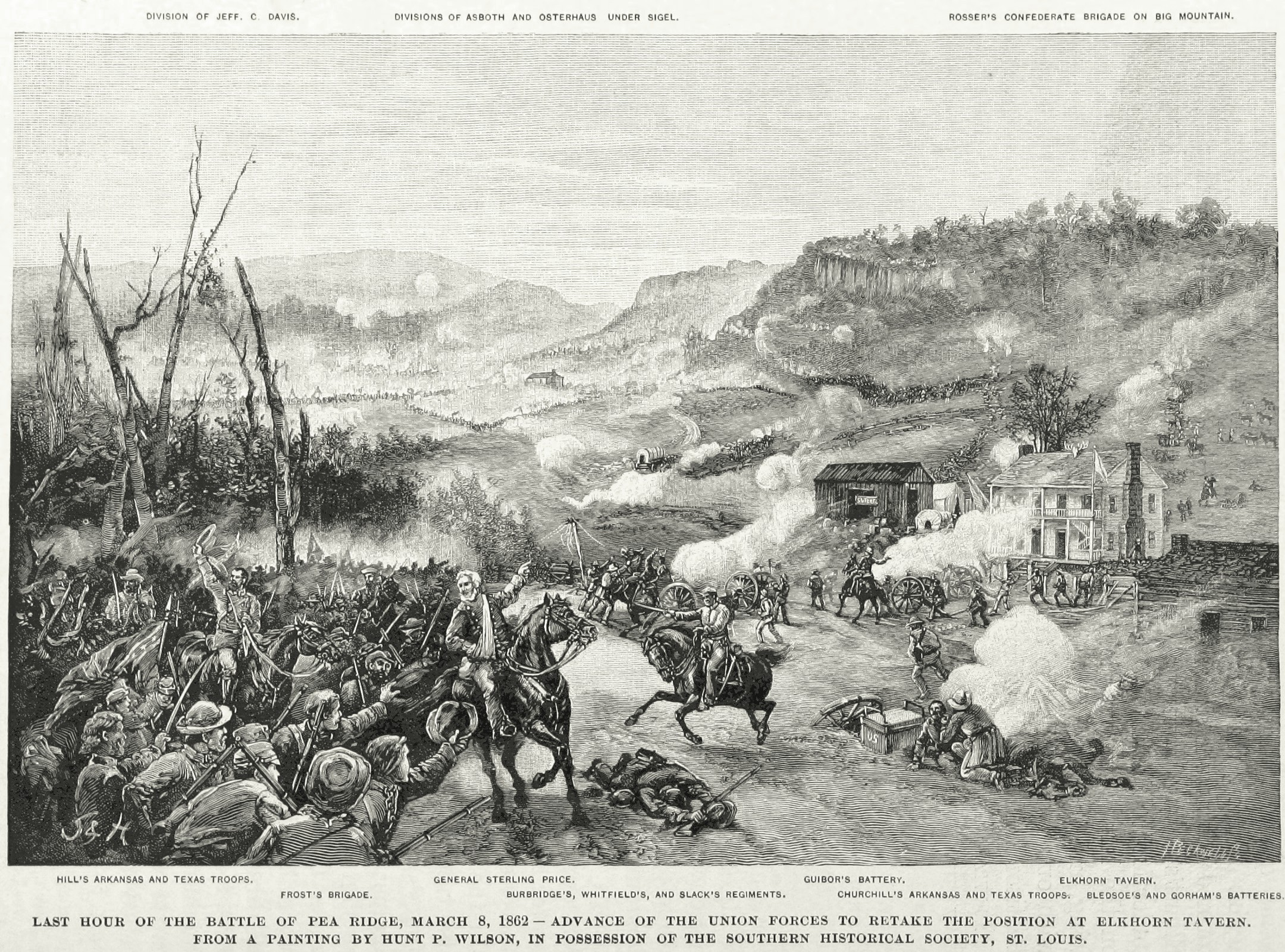
最后一小时的战斗，联邦军重新夺回鹿角酒馆

上午10:30，西格尔派他的两个师向前进攻。在最左边，阿斯博的部队从大山开始驱赶切诺基骑第2步枪营。奥斯特豪斯遭到了利特尔的密苏里第1旅的抵抗。很快，柯蒂斯命令戴维斯从中央进攻。柯蒂斯指挥着最右边的卡尔师，但并没有意识到邦联军队正在从他的右翼撤退。
范·多恩在上午11时左右加入撤退。大约中午时分，西格尔的部队在鹿角酒馆附近与戴维斯的部队会师，鹿角酒馆终于被联邦军夺回，士兵们高呼“胜利”。许多联盟军士兵被切断了与大部队的联系，他们向北沿着电报路逃往十字木谷，并沿着本顿维尔绕行路原路返回。有几个炮兵队向东北挺进，进入密苏里州，然后向南穿过欧扎克山。在一片混乱中，柯蒂斯没有意识到范·多恩是从东边的亨茨维尔路撤退的。他认为范·多恩从北边的十字木谷撤退，于是派西格尔和一些骑兵朝那个方向追击。西格尔没有带领柯蒂斯指定的部队追击，而是集结了他的两个师，向东北方向密苏里州的基茨维尔（Keetsville）进发。快到的时候，他要求柯蒂斯向那里派出他的补给车。恼怒的柯蒂斯对他的参谋说“我是在前进而不是后退”。3月9日，西格尔终于回到战场，承认南方主力并没有经由密苏里撤退。

## 后续
联邦部队报告称有203人死亡，980人受伤，201人失踪，伤亡总数为1384人。其中，卡尔的四师损失了682人，这几乎都是在第一天的战斗中损失的，而戴维斯的三师损失了344人。阿斯博和卡尔都受了伤，但仍然指挥着他们的师团。

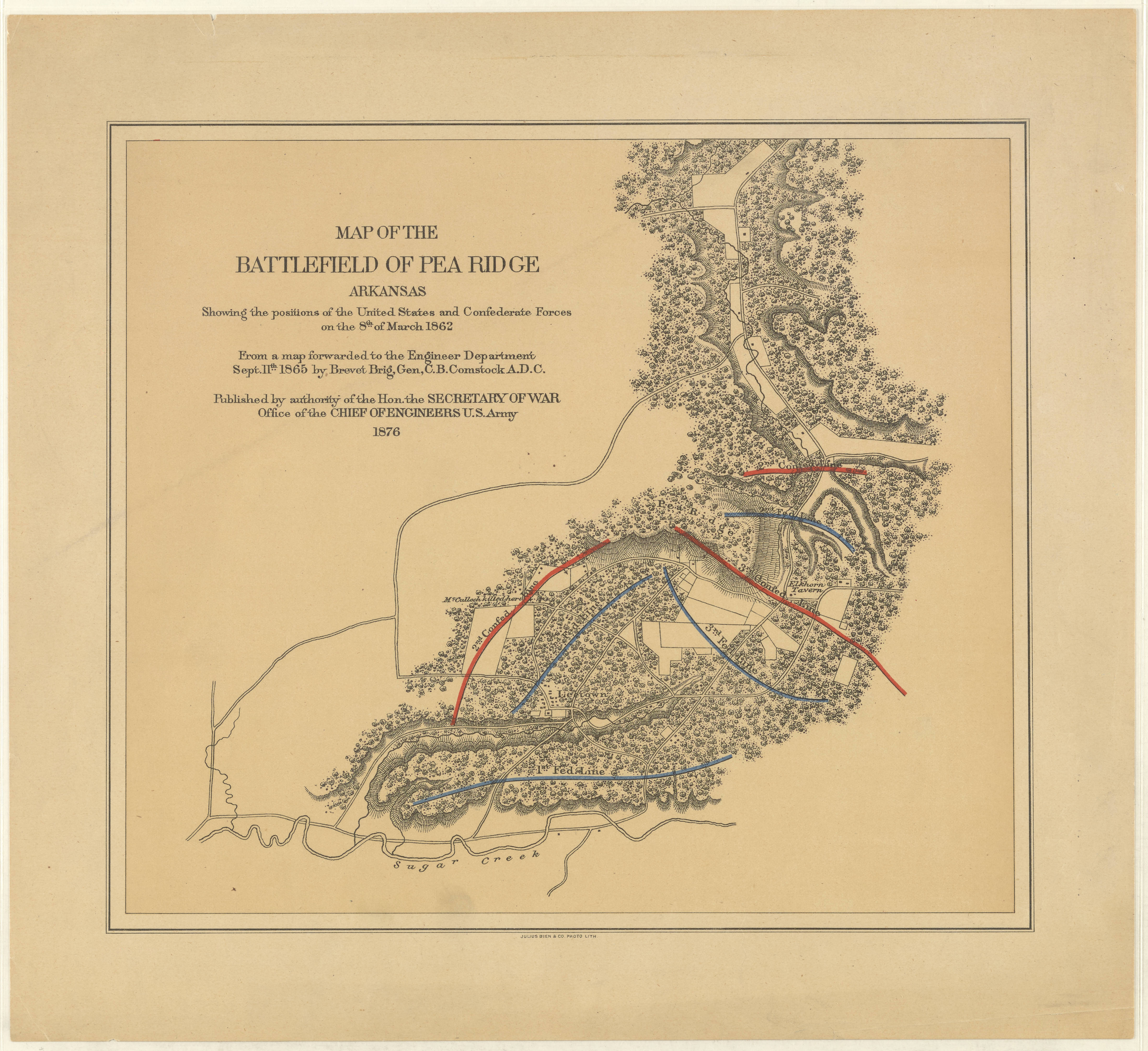
1865年绘制的豌豆岭战场地图

据范·多恩称，他的死伤人数为800人，并有200到300人被俘，但这个数字可能被低估了。根据最近的一项估计，联盟军在豌豆岭战役中大约有2000人伤亡。这些损失包括很大一部分高级军官。麦卡洛克将军、麦金托什将军和威廉·Y·斯莱克将军都战死或受了致命伤，普赖斯也受了伤。在上校一级军官中，赫伯特被俘，本杰明·里夫斯受了致命伤，另外有两名上校被俘，一名受伤。
在没有补给车的情况下，范·多恩的主力部队在人烟稀少的乡村撤退了一个星期，靠从居民那里获取的少量食物为生。他们最终与补给车在波士顿山脉南部会合，但数千名普莱斯的部队却逃离回到了密苏里州。与此同时，派克认为联盟军已经被摧毁，率部返回了印第安人领地。范·多恩拒绝承认他被打败，认为“只是在我的意图上失败了”。随着在豌豆岭的失败，联盟国再也没有对密苏里州造成过严重威胁。几周之内，范·多恩的军队转移到密西西比河对岸支援田纳西的联盟部队，使阿肯色州几乎毫无防御能力。
胜利之下，柯蒂斯派遣他的一些部队向东密西西比运动，并和他剩下的队伍向东转移到密苏里州的西部平原。然后，他转向南方，进入毫无防守的阿肯色州东北部。他曾希望占领小石城，但由于缺乏补给，又被游击队切断了补给线，计划难以实现。柯蒂斯转而沿着怀特河的大致路线，继续向南，并于7月12日占领了阿肯色州的海伦娜。

## 评价
在两天的战斗中，柯蒂斯始终保持着信心，有效地指挥了自己人数处于劣势的军队。他获得了四个师长中的三个的出色服务：奥斯特豪斯、戴维斯和卡尔。他的旅长道奇、范德佛和格鲁塞尔也表现出色。因为豌豆岭战役的胜利，柯蒂斯从3月21日起被任命为少将。西格尔将军在3月8日上午的表现受到了普遍的赞扬，并也在3月21日升为少将。然而，他在其他场合的古怪行为以及他试图邀功的举动导致了他与柯蒂斯的不和。西格尔很快被调到弗吉尼亚州的一个司令部。
联盟军的范·多恩忽视了后勤保障，无法控制他的军队。麦卡洛克的师在他战死之后就溃散了，而范·多恩却专注于普赖斯师战斗的战术细节。他的参谋人员在关键时刻与他的马车队失去了联系，并犯下了许多其他错误。在所有的南方军官中，亨利·利特尔表现出了最出色的能力，在战斗快结束时，他成为了“普莱斯师事实上的指挥官”。

## 遗产

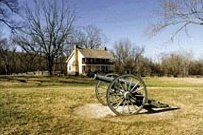
豌豆岭国家军事公园，园内包括重建的鹿角酒馆

豌豆岭的战场现为豌豆岭国家军事公园，建于1956年，是保存最完好的内战战场之一。发生战斗最多的鹿角酒馆（Elkhorn Tavern）在原来的位置上被重建。公园内还包括一段2.5英里（4.0）的眼泪之路。 

### 文献
- Josephy, Alvin M., Jr. . New York: Alfred K. Knopf. 1991. ISBN 0-394-56482-0.
- Shea, William L. . Chapel Hill, NC: University of North Carolina Press. 1997  [2021-01-17]. ISBN 978-0-8078-6976-5. （原始内容存档于2021-01-23）.